# Segle I
El segle I és un període que comprèn des de l'any 1 fins a l'any 100 dC. Està inserit dins l'antiguitat clàssica, amb l'auge de Roma. Un altre dels fets cabdals d'aquest temps és l'aparició del cristianisme, que en dona la cronologia i suposa una alteració de la cultura grecollatina creixent.

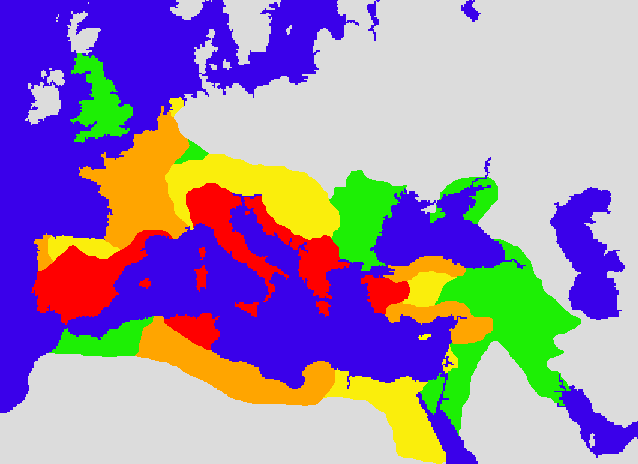
Mapa de l'Imperi Romà a l'any 133 aC (vermell), 44 aC (taronja), 14 dC (groc), i 117 dC (verd).

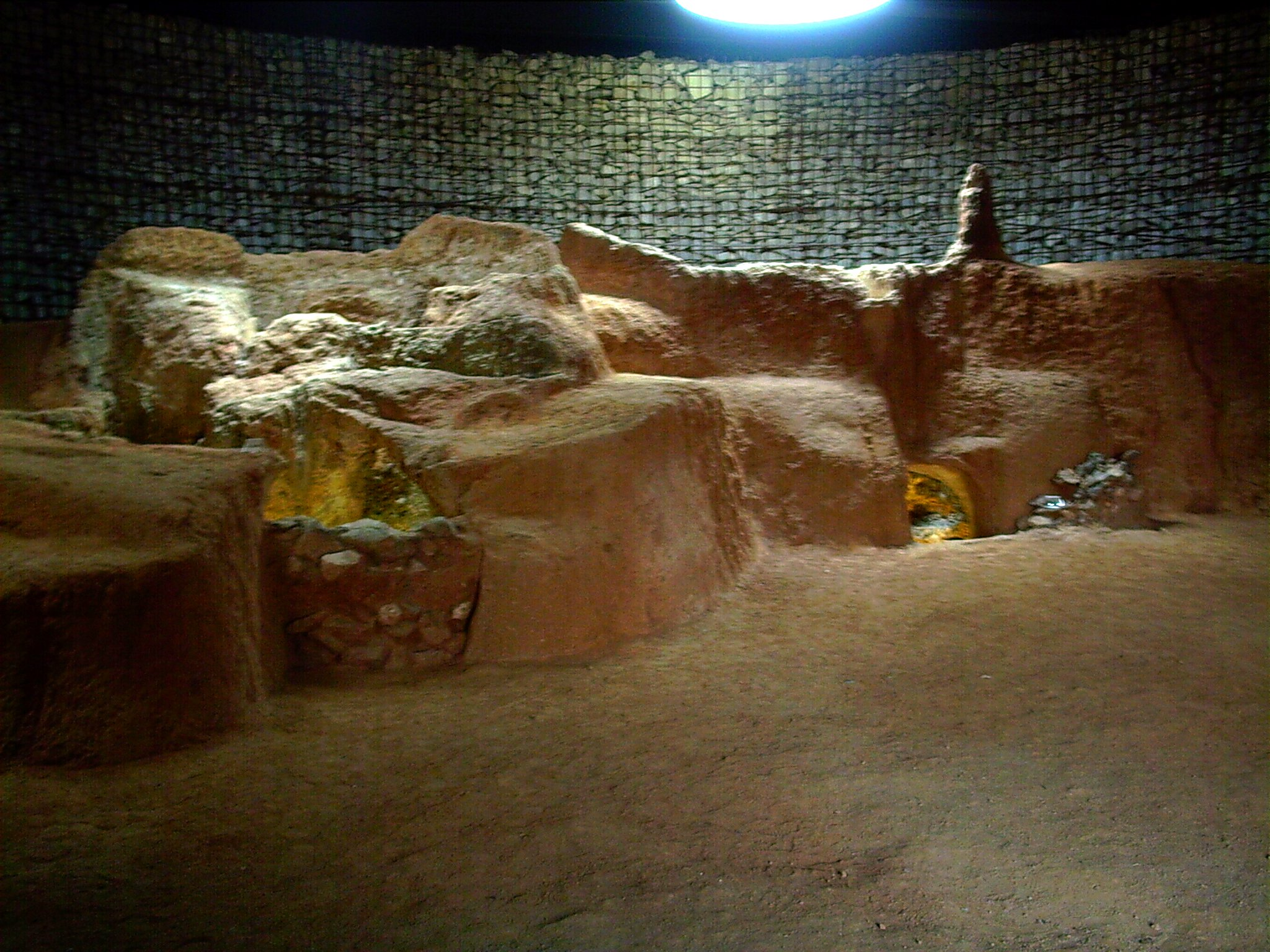
Forns romans de la Fornaca de Vilassar de Dalt, (segles I i II dC).

## Política
En política, destaca el domini gairebé absolut de l'Imperi Romà, instaurat per August, que assoleix la seva màxima expansió dominant gran part d'Europa, el nord d'Àfrica i l'oest d'Àsia. Aquest període es coneix com la Pax romana perquè totes les revoltes van ser esclafades i no van produir-se guerres de la mateixa intensitat que en altres èpoques. Això no significa que no hi hagués oposició. Pel nord, els pobles germànics començaven a constituir una amenaça, com prova la derrota a la batalla del bosc de Teutoburg a mans d'Armini l'any 9. Britànnia va quedar annexionada de manera definitiva l'any 43 però va viure la Revolta de Boudica l'any 60, que va culminar a la batalla de Watling Street. A la zona de la Dàcia es va produir la rebel·lió de Decèbal, mentre que a Judea l'any 66 va esclatar la Primera Guerra Judeoromana, que va suposar la destrucció del Temple de Jerusalem l'any 70.
Pel que fa a la política interior de l'imperi, el segle es pot dividir en quatre períodes segons la família qui governava: en primer lloc va pujar al poder la Dinastia Júlio-Clàudia, la qual va crear l'imperi; posteriorment, després de la mort de Neró es produeix un breu període d'inestabilitat, l'any dels quatre emperadors; més endavant va dominar la Dinastia Flàvia, que va impulsar l'art civil de manera decisiva i al final va succeir-la la Dinastia Antonina, a la qual pertany Marc Ulpi Trajà, amb qui es va assolir la màxima expansió territorial.
Fora dels limites romani regnaven els gots, els vàndals, els saxons, els frisis i els queruscs, essent els pobles més importants dels anomenats despectivament bàrbars pels romans. Aquests van anar creixent militarment, fent incursions cada cop més importants.
A l'Àsia el gran rival de roma era l'Imperi Part, amb el qual lluitava per dominar la regió, especialment Armènia, que va anar canviant de mans segons els pactes i guerres entre les dues potències. Entre els líders parts destaquen Artaban III de Pàrtia i Vologès I de Pàrtia. El principal problema part per disputar l'hegemonia romana va ser la divisió interna, marcada per diversos pretendents al tron, assassinats reials i enviats d'altres nacions interferint en la política interna.
Més a l'est, als actuals Afganistan i Índia, se situava l'Imperi Kushan. Els Tres regnes de Corea dominen el sud-est asiàtic. La Xina continua sota el poder de la Dinastia Han, la qual s'estableix a una nova capital, Luoyang, que esdevé un focus cultural de renom.
Els romans també s'imposaren a la ribera sud del Mediterrani però a la resta del continent africà hi havia pobles amb poder polític remarcable. A l'Àfrica central les tribus bantu s'imposen a diversos territoris de la Cultura Nok, antiga dominadora de la regió. Altres civilitzacions destades són el Regne de Mèroe i el Regne d'Axum a Etiòpia, una de les llengües del qual és el gueez, rellevant per conservar-se durant segles en comunitats judeocristianes, a diferència d'altres de la mateixa família.
A Amèrica es creu que en aquesta època els arawak migren cap a les Antilles, essent el primer poble que va trobar Cristòfol Colom. A l'altre extrem del continent, entre els inuit floreixen les cultures de Choris i Norton.

## Economia i societat
Roma assoleix el milió d'habitants i es configura com la capital del món occidental. Gràcies a la força del seu exèrcit, imposa el seu estil de vida als pobles conquerits, en el que es coneix com a procés de romanització. Això es plasma en l'adopció del llatí com a llengua oficial, l'expansió del dret romà i el seu model urbanístic, marcat per l'enginyeria civil, cases estructurades al voltant del fòrum o plaça pública i un governant designat directament per la metròpoli. L'as romà va esdevenir la moneda de referència per als intercanvis comercials, claus en el contacte dels diferents pobles, assimilats a províncies de l'imperi.
La societat estava dividida entre els patricis i plebeus (la classe baixa),a més d'un seguit d'esclaus dels pobles vençuts o persones arruïnades que feien la major part de la feina de les cases i el camp, font principal d'ingressos per a l'època. La riquesa, doncs, depenia en gran manera de posseir grans extensions de terreny i contactes amb altres ciutats per poder intercanviar productes.
Hi ha dues dates claus referides a desastres naturals: l'any 64 es produeix el gran incendi de Roma, el qual devasta gairebé tota la ciutat i suposa l'inici oficial de la persecució dels cristians, fet inèdit en una civilització politeista i força tolerant en afers religiosos i posteriorment l'any 79 fa erupció el Vesuvi, que enterra les ciutats de Pompeia i Herculà sota la lava.
El cristianisme creix amb força durant el primer segle, passant de Judea a diversos territoris imperials des de la mort de Jesús (el 33). Aquesta religió afecta les relacions socials, ja que proclama que s'ha de protegir els febles i atempta per tant contra l'ordre de classes establert. Aquest fet constituirà una amenaça en segles posteriors, amb revoltes d'esclaus i el sorgiment d'un contrapoder religiós.
Fora del domini romà la vida es regia per sistemes tribals o estructurats en ciutats estat amb diversos graus de desenvolupament. L'economia es basava també en el sector primari i el comerç, especialitzant-se cada poble en un o més productes per tal de poder negociar amb els veïns.

## Invents i descobriments
S'introdueix el còdex, avantpassat del llibre actual, com a suport preferent d'escriptura.
Heró d'Alexandria inventa l'eolípila, la primera màquina tèrmica de la història. Del seu taller de mecànica van sortir perfeccionaments de màquines descobertes anteriorment.
Els romans perfeccionen la presa d'aigua i l'aqüeducte, que exporten a diversos territoris conquerits pels seus soldats. El transport d'aigua potable es combina amb una major atenció a les aigües residuals, a través d'una xarxa de clavegueram.
A l'esfera cultural xinesa Wang Chung descriu per primer cop el Cicle hidrològic. Liu Xin realitza una nova aproximació del nombre pi.

## Art cultura i pensament
El segle està marcat per l'adveniment del cristianisme, que des de Pau de Tars provoca un seguit de controvèrsies teològiques i la relectura de la filosofia clàssica. En una primera etapa les polèmiques venien de la conciliació entre les lleis del judaisme i els manaments donats als apòstols. El Concili de Jerusalem de l'any 50 s'ha de llegir en aquesta clau. Posteriorment sorgiran les lluites per defensar-se de la persecució romana i de l'amenaça que suposava l'aparició de divisions doctrinals. Climent I ja parla obertament d'heretgia i de la necessitat creixent d'unificar tant el cànon bíblic com la seva interpretació.
Sense sortir de l'esfera religiosa, cal destacar l'inici de la compilació del text masorètic jueu i el Cànon Pali (anys 30) budista (que s'expandeix fins a arribar a la Xina i esdevé la religió amb més seguidors d'Àsia).
En filosofia, continuen vigents els grans corrents hel·lenístics de l'escepticisme, l'epicureisme i l'estoïcisme. Alguns dels pensadors més reconeguts són Sèneca, Apol·loni de Tíana, Epictet de Hieràpolis o Filó d'Alexandria considerat el primer filòsof jueu.
En literatura, continua la difusió de l'obra èpica de Virgili del segle anterior, especialment amb el patronatge de Mecenàs, una figura que donarà nom al patró artístic general. S'hi sumen Les Metamorfosis d'Ovidi, que barreja la narrativa mitològica amb un to didàctic, similar al que adoptarà Fedre en les seves faules. Amb una intenció satírica escriuen les seves sàtires Juvenal o els epigrames Marc Valeri Marcial. En el camp de la no ficció, cobra gran importància la retòrica i la historiografia, amb les obres de Tàcit, Suetoni i Flavi Josep. Van gaudir de gran popularitat dues enciclopèdies, la Geografia d'Estrabó i la Naturalis Historiae de Plini el Vell.
Dins de l'art dos exemples del gust imperial són el Colosseu (any 90) i l'estàtua d'August de Prima Porta, bones proves que la funció de les arts plàstiques era bàsicament lloar l'esplendor i el poder, més que no pas transmetre sentiments o ensenyances.